# Тазмания (сериал)
„Тазмания“ (на английски: Taz-Mania) е американски анимационен ситком, продуциран от Уорнър Брос Анимейшън от 1991 г. до 1995 г., излъчен по Фокс в Съединените щати. Сериалът проследява приключенията на героя на „Шантави рисунки“ – Таз („Тазманийският дявол“) в измислената земя на Тазмания (по Тасмания).

## Озвучаващи артисти
| Изпълнител      | Персонаж                                                                         |
| --------------- | -------------------------------------------------------------------------------- |
| Джим Къмингс    | Таз Боб Уендал Вълка Бъди Боар                                                   |
| Мириам Флин     | Джийн Тазманийския дявол, майката на Таз                                         |
| Морис Ламарш    | Хю Тазманийския дявол бащата на Таз Даниъл Дрю Тазманийския дявол, чичото на Таз |
| Кели Мартин     | Моли Тазманийския дявол, сестрата на Таз                                         |
| Деби Дерибери   | Джейк Тазманийския дявол, малкия брат на Таз                                     |
| Роб Полсън      | Дог Костенурката Тимъти Диджери Динго Францис Бушлад Аксел                       |
| Росалин Ландър  | Мамчето Констанс Коалата                                                         |
| Дан Кастеланета | Г-н Тикли                                                                        |
| Джон Астин      | Бул                                                                              |

Измежду гост озвучаващите актьори са Фил Проктор, Арлийн Соркин, Стан Фрийбърг, Грег Бърсън и Роджър Роуз.

## В България
В България първоначално е излъчен по Канал 1 в средата на 90-те години с български дублаж. В дублажа участват Ива Апостолова и Иван Танев.
През 2007 г. започва излъчване по Диема Фемили с дублажа на студио Доли. Ролите се озвучават от Янина Кашева, Бояна Минковска, Георги Георгиев-Гого и Тодор Николов. Режисьор на дублажа е Иван Танев.
През 2014 г. се излъчва повторно по Би Ти Ви Екшън с дублажа на Медиа Линк. Ролите се озвучават от Петя Абаджиева, Василка Сугарева, Петър Бонев, Христо Бонин и Живко Джуранов.